# La Cueva (Nuevo México)
La Cueva es un lugar designado por el censo ubicado en el condado de Sandoval en el estado estadounidense de Nuevo México. En el Censo de 2010 tenía una población de 168 habitantes y una densidad poblacional de 39,38 personas por km².

## Geografía
La Cueva se encuentra ubicado en las coordenadas 35°52′10″N 106°38′55″O / 35.86944, -106.64861. Según la Oficina del Censo de los Estados Unidos, La Cueva tiene una superficie total de 4.27 km², de la cual 4.27 km² corresponden a tierra firme y (0%) 0 km² es agua.

## Demografía
Según el censo de 2010, había 168 personas residiendo en La Cueva. La densidad de población era de 39,38 hab./km². De los 168 habitantes, La Cueva estaba compuesto por el 93.45% blancos, el 0% eran afroamericanos, el 2.38% eran amerindios, el 0.6% eran asiáticos, el 0% eran isleños del Pacífico, el 2.98% eran de otras razas y el 0.6% pertenecían a dos o más razas. Del total de la población el 14.29% eran hispanos o latinos de cualquier raza.